# Entscheidungen des Bundesfinanzhofs
Die Entscheidungen des Bundesfinanzhofs (BFHE) sind eine von den Mitgliedern des Bundesfinanzhofs herausgegebene, im Verlag Stollfuß Medien, Bonn, erscheinende Sammlung der wichtigen Entscheidungen des Bundesfinanzhofs mit bisher über 200 erschienenen Bänden. Über die Frage, ob ein Urteil in der amtlichen Sammlung (BFHE) erscheint, entscheidet der jeweilige Senat des BFH als Spruchkörper selbst. Die Veröffentlichung der Entscheidung in der amtlichen Sammlung stellt eine Wertung der Mitglieder des Bundesfinanzhofes dar. Sie führt aber nicht zu einer über den Einzelfall hinausgehende Bindung der Finanzverwaltung.
Die einzelnen Entscheidungen werden üblicherweise in der Form „BFHE 213, 381, 383“ zitiert. Das bedeutet, dass die zitierte Entscheidung in Band 213 der Entscheidungssammlung steht und auf Seite 381 beginnt; die Stelle, auf die es dem Zitierenden ankommt, steht auf Seite 383.